# Ажен (Лот и Гарона)
Ажен (фр. Agen) насељено је место у Француској у региону Аквитанија, у департману Лот и Гарона.
По подацима из 2011. године у општини је живело 33.620 становника, а густина насељености је износила 2926,02 становника/km².

## Демографија
| 1962.  | 1968.  | 1975.  | 1982.  | 1990.  | 2011.  |
| ------ | ------ | ------ | ------ | ------ | ------ |
| 32.800 | 34.949 | 34.039 | 31.593 | 30.553 | 33.620 |